# إمبراطور البرتغال (رواية)
إمبراطور البرتغال (بالسويدية: Kejsarn av Portugallien) هي رواية سويدية من تأليف الكاتبة الحائزة على جائزة نوبل في الأدب سلمى لاغرلوف، نُشرت لأول مرة عام 1914، ورافقها رسومات للفنان ألبرت إنجستروم. اعتبرت الكاتبة الرواية بمثابة "الملك لير السويدي"، في إشارة إلى مسرحية ويليام شكسبير التي تتناول موضوع الأبوة، الجنون، والحب المفجع. تعد الرواية من أبرز أعمال لاغرلوف وأكثرها شاعرية وتأثيرًا، وقد لاقت نجاحًا واسعًا بين النقاد والقراء منذ صدورها، وظلت تُقرأ وتُدرس حتى وقتنا الحاضر.

## خلفية الكاتبة
سلمى لاغرلوف (1858–1940) هي كاتبة وروائية سويدية، تُعد أول امرأة تفوز بجائزة نوبل في الأدب سنة 1909. اشتهرت بأسلوبها الأدبي الفريد الذي يمزج الواقعية بالرمزية والأسطورة، واهتمامها العميق بالحكايات الشعبية والتقاليد المحلية في الريف السويدي. ومن أبرز أعمالها الأخرى:
- ملحمة غوستا بيرلينغ (Gösta Berlings saga)، 1891
- القدس (القدس)، 1901–1902
- رحلة نيلز هولغرسون العجيبة عبر السويد، 1906–1907

## ملخص الرواية
تدور أحداث الرواية في الريف السويدي، وتحكي قصة جان أندرسون سكوتبيرغ، فلاح بسيط يعيش في فقر لكنه يكرّس حياته لتربية ابنته الوحيدة كلارا جوفانّا. عندما تكبر الابنة وتنتقل إلى المدينة للبحث عن عمل وحياة أفضل، يبدأ الأب بالاشتياق المفرط لها، وتدفعه الصدمة الناتجة عن غيابها وعدم عودتها إلى الدخول في حالة من الجنون التدريجي، فيتوهم أنها أصبحت إمبراطورة في البرتغال، ويصبح هو بدوره "إمبراطور البرتغال".
من خلال هذا التصور الرمزي، تحوّلت الرواية إلى مرثاة عن الحب الأبوي غير المشروط والكرامة وفقدان الاتصال بالواقع، وتعرض كيف أن خيال الأب يصبح وسيلته الوحيدة للتصالح مع عالم لم يعد يفهمه.

## الطابع الأدبي

### الأسلوب
تميزت الرواية بأسلوب شاعري وعاطفي، تميزت به لاغرلوف في معظم أعمالها. وقد استخدمت تقنيات السرد الرمزي والتصوير النفسي والمجاز الديني والأسطوري، مع تقديم الطبيعة والبيئة الريفية كعنصر حيّ في نسيج القصة.

### الموضوعات
- الجنون كملاذ نفسي: تُظهر الراوية كيف أن الجنون يصبح وسيلة للبقاء في مواجهة الحرمان العاطفي.
- الحب الأبوي والتضحية: تُصوَّر الأب كمثال مطلق على الحب غير المشروط.
- التناقض بين الريف والمدينة: تمثل الريف عالم القيم والتقاليد، بينما تُصوَّر المدينة كعالم من الغربة والانفصال.
- الهوية والكرامة الإنسانية: من خلال "التحوّل" الرمزي للأب إلى إمبراطور.

## الاستقبال النقدي
عند نشر الرواية سنة 1914، نالت استقبالًا نقديًا واسعًا في الصحافة السويدية. وُصفت بأنها من أعظم أعمال لاغرلوف، وأنها تضاهي في قوتها أعمالها السابقة مثل ملحمة غوستا بيرلينغ والقدس.
كتب النقاد أن الرواية تدمج ببراعة بين الدراما النفسية والخيال الأدبي، وتقدم سردًا إنسانيًا عميقًا عن التعلق والفقد والحب الأسطوري.

## التحولات البصرية – التكييفات السينمائية
تم تحويل الرواية إلى ثلاثة أفلام سينمائية:
1. فيلم صامت عام 1925، من إخراج إريك أيال.
2. فيلم ناطق عام 1944، من إخراج ألف شوبيرغ.
3. نسخة تلفزيونية عام 1992، أُنتجت للتلفزيون السويدي، من إخراج لارس مولين.

كل نسخة قدمت تأويلًا بصريًا مختلفًا لقصة الجنون الأبوي والأسطورة الإنسانية التي شكّلت قلب الرواية.

## الترجمات والنشر العالمي
نُشرت الترجمة الإنجليزية الأولى للرواية عام 1916 بقلم فيلما سوانستون هوارد، وساهمت في توسيع شهرة لاغرلوف عالميًا، خاصة في الدول الناطقة بالإنجليزية. كما تُرجمت الرواية إلى الفرنسية، الألمانية، الإيطالية، الروسية، والعربية، ولا تزال تُطبع وتُدرّس في كليات الأدب واللغة.

## الأثر الثقافي
أثرت الرواية في أجيال من القرّاء والكتّاب، ويُنظر إليها اليوم كواحدة من الأعمال الكلاسيكية في الأدب السويدي. كما تُستخدم أحيانًا كمرجع نفسي وأدبي في دراسة قضايا الانفصام وصدمات الفقد والهروب إلى الخيال.

## اقتباس شهير
"حين تتوقف الحقيقة عن منحنا العزاء، لا يبقى لنا سوى الحلم"

— إمبراطور البرتغال

## حبكة
تدور أحداث الرواية في عام 1860 أو 1870 في موطن لاغرلوف في فارملاند، وتتحدث عن المزارع المستأجر يان في سكروليكا وابنته جلوري جولدي سانيكاسل (كلارا فينا جوليبورج، الملقبة بـ "كلارا جولا" في الأصل). إنه يحب ابنته أكثر من أي شيء آخر، ولكن بعد انتقالها إلى ستوكهولم في سن 18 عامًا، توقفت عن إرسال الرسائل إلى المنزل. يغرق الأب في عالم الأحلام حيث يتخيل أنها أصبحت إمبراطورة نبيلة "للبرتغال"، وبالتالي أصبح هو نفسه إمبراطورًا عظيمًا. حياته كلها تسيطر عليها أفكار عودتها، وما سيحدث بعد ذلك. وبصفته إمبراطورًا يقيم في الريف الفقير، فإنه يستطيع تحدي التسلسل الهرمي الاجتماعي في المنطقة: فهو يرتدي زيه الإمبراطوري، ويجلس في مقدمة الكنيسة، ويجلس على الطاولة الرئيسية في الحفلات، ويحاول التفاعل مع أصحاب الأراضي المحليين. يأتي الانهيار العقلي عندما يكتشف جان أن ابنته في ستوكهولم هي في الحقيقة عاهرة وينجرف إلى أن يكون نوعًا من "الأحمق المقدس" في القرية.

## التكيفات
حولت الرواية إلى فيلم صامت بواسطة شركة مترو غولدوين ماير في عام 1925 تحت عنوان برج الأكاذيب، من إخراج فيكتور سيوستروم وبطولة نورما شيرر ولون تشاني. يُعتقد أن الفيلم قد ضاع، لكن بعض اللقطات الثابتة لا تزال موجودة. كما صور مرة أخرى في عام 1944 باسم إمبراطور البرتغال، من إخراج جوستاف مولاندر وبطولة فيكتور سيوستروم. وفي عام 1992 أنتج منها نسخة تلفزيونية كتبها وأخرجها لارس مولين.